# Uređena faza tečnosti
Uređena faza tečnosti je tečno kristalna faza koja ima biološku važnost. To je tečna i lamelarna struktura koja se javlja u mnogim lipidnim smešama koje se sastoje od kombinacije holesterola i fosfolipida iili sfingolipida, npr. sfingomijelinom.

## Karakteristike
Uređena faza tečnosti formira se od grupe vrlo sitnih domena koji brzo fluktuiraju između uređene i neuređene faze tečnosti.
Uređena faza tečnosti se javlja kada su svi acilni uglovodonični lanci u trans-stanju ili kod brze bočne difuzije.
Ova faza je pre bila povezivana sa lipidnim splavovima koji se mogu naći u ćelijskim membranama. Vrlo male koncentracije holesterola koje se dodaju (samo 4mol%) u jednoslojni  vrlo reaktivno utiču na reakcije sfingomelinaze, zbog vrlo brze difuzije holesterola u ovaj sloj sfingomelina.
Uređena, kao i neuređena faza tečnosti, mogu se proučavati spektroskopijom ili pomoću X-zraka.

## Literatura
- Ipsen, J. H., G. Karlstrom, O. G. Mouritsen, H. Wennerstrom, and M. J. Zuckermann. 1987. Phase equilibria in the phosphatidylcholine-cholesterol system. Biochim. Biophys. Acta. 905:162–172.
- Huang TH, Lee CWB, Dasgupta SK, Blume A, Griffin RG. 1993. „A C-13 and H-2 Nuclear-Magnetic-Resonance Study of Phosphatidylcholine Cholesterol Interactions - Characterization of Liquid-Gel Phases.”. Biochemistry. 32 (48): 13277—13287. doi:10.1021/bi00211a041.
- Vist, M. R.; Davis, J. H. (1990). „Phase-Equilibria of Cholesterol Dipalmitoylphosphatidylcholine Mixtures - H-2 Nuclear Magnetic-Resonance and Differential Scanning Calorimetry.”. Biochemistry. 29 (2): 451—464. PMID 2302384. doi:10.1021/bi00454a021..}-